# Kanton Tain-l’Hermitage
Der Kanton Tain-l’Hermitage ist ein französischer Wahlkreis im Arrondissement Valence, im Département Drôme und in der Region Auvergne-Rhône-Alpes; sein Hauptort ist Tain-l’Hermitage. Vertreter im Generalrat sind seit 2014 Annie Guibert (DVD) und daneben seit 2015 Hervé Chaboud (Les Républicains).
Der Kanton Tain-l’Hermitage hat 28.740 Einwohner (Stand: 1. Januar 2022). Die Fläche beträgt 174,42 km².

## Gemeinden

### Seit 2015
Der Kanton besteht aus 14 Gemeinden mit insgesamt 28.740 Einwohnern (Stand: 2022) auf einer Gesamtfläche von 174,42 km²:
| Gemeinde                | Einwohner 1. Januar 2022 | Fläche km² | Dichte Einw./km² | Code INSEE | Postleitzahl |
| ----------------------- | ------------------------ | ---------- | ---------------- | ---------- | ------------ |
| Beaumont-Monteux        | 1.379                    | 13,37      | 103              | 26038      | 26600        |
| Chanos-Curson           | 1.177                    | 8,18       | 144              | 26071      | 26600        |
| Chantemerle-les-Blés    | 1.342                    | 15,39      | 87               | 26072      | 26600        |
| Châteauneuf-sur-Isère   | 4.159                    | 45,57      | 91               | 26084      | 26600        |
| Crozes-Hermitage        | 653                      | 5,48       | 119              | 26110      | 26600        |
| Érôme                   | 835                      | 7,33       | 114              | 26119      | 26600        |
| Gervans                 | 545                      | 3,28       | 166              | 26380      | 26600        |
| Granges-les-Beaumont    | 904                      | 7,51       | 120              | 26379      | 26600        |
| Larnage                 | 1.029                    | 9,08       | 113              | 26156      | 26600        |
| La Roche-de-Glun        | 3.579                    | 12,79      | 280              | 26271      | 26600        |
| Mercurol-Veaunes        | 2.828                    | 25,01      | 113              | 26179      | 26600        |
| Pont-de-l’Isère         | 3.683                    | 10,09      | 365              | 26250      | 26600        |
| Serves-sur-Rhône        | 737                      | 6,49       | 114              | 26341      | 26600        |
| Tain-l’Hermitage        | 5.890                    | 4,85       | 1.214            | 26347      | 26600        |
| Kanton Tain-l’Hermitage | 28.740                   | 174,42     | 165              | 2613       | –            |

### Veränderungen im Gemeindebestand seit 2016
2016: Fusion Mercurol und Veaunes → Mercurol-Veaunes

### Bis 2015
Bis 2015 umfasste der Kanton 14 Gemeinden und eine Fläche von 128,65 km². Bis auf die Gemeinde Châteauneuf-sur-Isère war er mit dem heutigen Kanton identisch. Sein INSEE-Code war 2628.